# Thurne
Thurne – wieś w Anglii, w hrabstwie Norfolk, w dystrykcie Great Yarmouth. Leży 19 km na wschód od Norwich i 175 km na północny wschód od Londynu. Miejscowość liczy 116 mieszkańców.